# Ано Мера
Ано Мера (на гръцки: Άνω Μερά) е град на остров Миконос. Близо до него се намира мъжкият манастир Турлоска Богородица, който е от 18 век. Храмът на манастира е известен със своя интериор, украсен с дърворезба, а също и с ценната си колецкия от утвар и с каменния си фонтан.
Населението на града е 1459 жители (по данни от 2011 г.).